# (155270) Dianawheeler
(155270) Dianawheeler est un astéroïde de la ceinture principale.

## Description
(155270) Dianawheeler est un astéroïde de la ceinture principale. Il fut découvert le 25 novembre 2005 aux monts Santa Catalina par le programme CSS. Il présente une orbite caractérisée par un demi-grand axe de 2,97 UA, une excentricité de 0,10 et une inclinaison de 15,1° par rapport à l'écliptique.